# Masayuki Ito
Masayuki Ito (* 19. Januar 1991 in Präfektur Tokio, Japan) ist ein japanischer Profiboxer im Superfedergewicht und aktueller Weltmeister des Verbandes WBO in jener Gewichtsklasse.

## Profikarriere
Ito gab sein Profidebüt Ende Mai 2009 erfolgreich mit einem einstimmigen Punktsieg über vier Runden gegen seinen Landsmann Katsunari Fujii in der Korakuen Hall.
Ende September 2013 gewann er den vakanten WBC-Youth-World-Title, als er gegen Jeffrey Arienza in einem auf 10 Runden angesetzten Kampf in der letzten Runde durch T.K.o. siegte.
Februar 2015 musste Ito seine erste und bisher einzige Niederlage einstecken, er verlor im Kampf um den japanischen Meisterschaftstitel gegen Rikki Naito über 10 Runden durch Mehrheitsentscheidung.
In seinem nächsten Kampf, der noch im selben Jahr stattfand, errang er durch einen T.-K.-o.-Sieg über Dai Iwai den vakanten OPBF-Titel. Diesen Titel verteidigte er dreimal in Folge.
Am 28. Juli im Jahre 2018 trat Ito gegen Christopher Díaz um die vakante Weltmeisterschaft der WBO an und gewann nach Punkten.